# NGC 5962
NGC 5962 ist eine Spiralgalaxie mit ausgedehnten Sternentstehungsgebieten vom Hubble-Typ Sc im Sternbild Serpens Caput nördlich der Ekliptik. Sie ist schätzungsweise 91 Millionen Lichtjahre von der Milchstraße entfernt und hat einen Durchmesser von etwa 80.000 Lichtjahren. Vermutlich bildet sie gemeinsam mit PGC 55587 ein gravitativ gebundenes Galaxienpaar. Sie ist das hellste Mitglied der NGC 5962-Gruppe (LGG 400).
Im selben Himmelsareal befinden sich u. a. die Galaxien NGC 5972 und IC 1130.
Das Objekt wurde am 21. März 1784 von William Herschel entdeckt.

## NGC 5962-Gruppe (LGG 400)
| Galaxie   | Alternativname | Entfernung / Mio. Lj |
| --------- | -------------- | -------------------- |
| NGC 5951  | PGC 55435      | 83                   |
| NGC 5953  | PGC 55480      | 91                   |
| NGC 5954  | PGC 55482      | 91                   |
| NGC 5962  | PGC 55588      | 91                   |
| PGC 55478 | UGC 9902       | 79                   |